# ستيلا أكاكبو
ستيلا أكاكبو (بالفرنسية: Stella Akakpo)‏ هي عدائة مسافات قصيرة فرنسية ولدت في يوم 28 فبراير 1994 في بلدة فيلبانت في فرنسا لعائلة توغولية الأصل، إختصت بسباقات ال100 متر وفازت بالميدالية الفضية مع فريق النساء الفرنسي في سباق 4×100 متر في بطولة أوروبا لألعاب القوى 2014 في زيوريخ.

## روابط خارجية
- ستيلا أكاكبو على موقع الاتحاد الدولي لألعاب القوى (الإنجليزية)
- ستيلا أكاكبو على موقع الاتحاد الفرنسي لألعاب القوى (الفرنسية)
- ستيلا أكاكبو على موقع الدوري الماسي (الإنجليزية)
- ستيلا أكاكبو على موقع اللجنة الأولمبية الدولية (الإنجليزية)
- ستيلا أكاكبو على موقع أوليمبيديا (الإنجليزية)
- ستيلا أكاكبو على موقع اللجنة الأولمبية الفرنسية (مؤرشف) (الفرنسية)